# Менщиков, Александр Николаевич
Александр Николаевич Менщиков (14 августа 1938, Шмаково, Челябинская область — 5 июля 2020, Курган) — тракторист колхоза «Гигант» Кетовского района Курганской области. Герой Социалистического Труда (1972).

## Биография
Александр Николаевич Менщиков родился 14 августа 1938 года в крестьянской семье в селе Шмаково Шмаковского сельсовета Курганского района Челябинской области, ныне село входит в Кетовский муниципальный округ Курганской области.
С 1954 года трудился разнорабочим в колхозе «Гигант» Курганского района, был прицепщиком. С 1958 года — тракторист этого же колхоза. В 1962 году окончил Шмаковское ПТУ № 20 по специальности тракторист-комбайнёр.
С 1971 года член КПСС.
Ежегодно перевыполнял план по обмолоту зерновых. В 1971 году на комбайне СКД-5 «Сибиряк» обмолотил 5100 центнеров зерновых на участке площадью 350 гектаров и на тракторе К-700 вспахал 1750 гектаров пашни. В 1972 году намолотил 12 тысяч зерновых и обработал 217 гектаров пахотной земли. Указом Президиума Верховного Совета СССР от 13 декабря 1972 года за большие успехи, достигнутые в увеличении производства и продажи государству зерна, других продуктов земледелия, и проявленную трудовую доблесть на уборке урожая удостоен звания Героя Социалистического Труда с вручением ордена Ленина и золотой медали «Серп и Молот».
Участвовал во Всесоюзной выставке ВДНХ в Москве.
С 1975 года проживал в городе Кургане. Работал в механизатором в Курганском свиноводческом совхозе. 
Александр Николаевич Менщиков умер 5 июля 2020 года. Похоронен на Старом Зайковском кладбище города Кургана Курганской области.

## Награды
- Герой Социалистического Труда — указом Президиума Верховного Совета СССР от 13 декабря 1972 года
  - Орден Ленина № 421083
  - Медаль «Серп и Молот» № 15141
- Орден Трудового Красного Знамени, 8 апреля 1971 года
- Юбилейная медаль «За доблестный труд. В ознаменование 100-летия со дня рождения Владимира Ильича Ленина», 1970 год
- Золотая медаль ВДНХ
- Звание «Мастер высокой культуры сельскохозяйственного производства»